# Miramichi
Miramichi ist eine Stadt in der kanadischen Provinz New Brunswick. Sie wurde am 1. Januar 1995 auf Anregung des damaligen Provinzpremierministers Frank McKenna gegründet. Der Name wurde wegen der exponierten Lage am Miramichi River gewählt. Die neue Stadt ist ein Zusammenschluss der Kleinstädte Chatham, Newcastle, Douglastown, Logieville, Nelson sowie einiger kleinerer Gemeinden. Die Centennial Bridge in Chatham und die Miramichi Bridge in Newcastle verbinden den nördlichen und südlichen Teil der Stadt über den Miramichi River.

## Geografie
Miramichi liegt im Northumberland County am Miramichi River, unmittelbar vor dessen Erweiterung zur Miramichi Bay und ca. 35 Kilometer vor dessen Mündung in den Sankt-Lorenz-Golf.

## Historie
Das Gebiet der heutigen Stadt Miramichi wurde schon vor hunderten von Jahren von den
Mi'kmaqindianern bewohnt. Bei der Besiedlung Amerikas durch die Akadier wurde diese Region Teil der französischen Kolonie Akadien. Nach 1754 übernahmen die Briten das Gebiet als Ergebnis des Siebenjährigen Krieges in Nordamerika. In der Folgezeit wanderten insbesondere Personen aus Irland und Schottland vermehrt ein. Danach entwickelten sich die vorgenannten Kleinstädte eigenständig bis zum Zusammenschluss 1995.

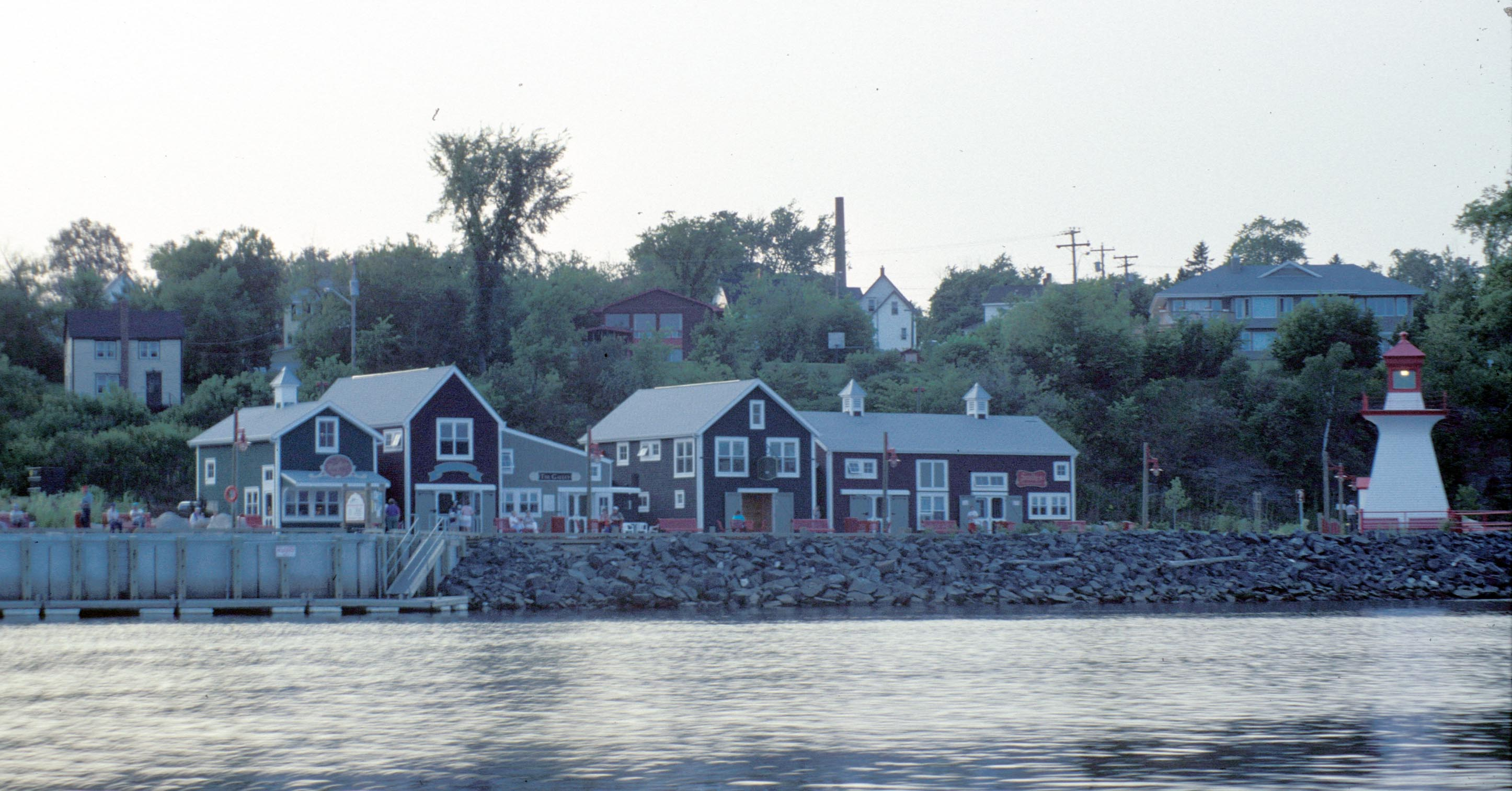
Ritchie Wharf, Newcastle

## Bildung
Die „Miramichi Area“ des Anglophone North School District  verfügt über 8 Schulen verschiedener Art, darunter 2 High Schools (9.–12. Klasse). Die Schulen sind auf beide Seiten des Miramichi River verteilt, wobei die Südseite (Chatham, Nelson, Logievillle) 5 und die Nordseite (Newcastle, Douglastown) 3 beheimatet, hinzu kommt hier noch eine französischsprachige Schule unter dem Francophone Sud School District:
- École Carrefour Beausoleil
- Miramichi Valley High School (MVHS)
- Gretna Green School
- Max Aitken Academy
- Napan Elementary School
- King Street Elementary School
- Dr. Losier Middle School
- Nelson Rural School
- James M. Hill Memorial High School (JMH)

In der lokalen Jugend spielen die Schulen und besonders ihre Sportteams eine große Rolle, wodurch die beiden High Schools eine gewisse „Cross-River“-Rivalität haben.
Es gibt zudem auch noch einen Campus des New Brunswick Community College (NBCC) in Chatham und das private Academy of Learning Career and Business College in Newcastle.

## Tourismus und Festivals
Wegen der Lage am Miramichi River und ausgedehnten Waldflächen in der Umgebung ist die Gegend eine beliebte Region für die Fischerei und die Jagd und wird auch touristisch erschlossen. Dazu tragen auch eine große Anzahl an Festivals bei, die jährlich veranstaltet werden. Zu nennen sind hier:
- Miramichi Folk Song Festival
- Powwow der Mi'kmaq-Indianer
- Acadian Day
- Canada’s Irish Festival on the Miramichi
- Miramichi Fiddle Festival
- Canada Days Festival
- Miramichi Rock 'n Roll Festival
- Miramichi Salmon Classic
- Miramichi Valley High School Hockey Fall Classic

## Persönlichkeiten
- Craig Thorne (* 2001), Hürdenläufer